# هاکوپ ملکومیان
هاکوپ ملکومیان (ارمنی: [] Error: {{Lang}}: فاقد متن (راهنما)؛ انگلیسی: Yakov Melkumov؛ ۲۴ دسامبر ۱۸۸۵ – ۳ ژوئیهٔ ۱۹۶۲) فرد نظامی ارمنی‌تبار اهل امپراتوری روسیه بود.

## زندگی‌نامه
وی در ۲۴ دسامبر ۱۸۸۵ در خرخان به دنیا آمد و از  فارغ‌التحصیل گشت. وی همچنین برنده جوایزی همچون نشان پرچم سرخ شد. وی در ۳ ژوئیهٔ ۱۹۶۲ در سن ۷۶ سالگی در مسکو درگذشت.